# (35461) Mazzucato
(35461) Mazzucato (1998 DM23) – planetoida z pasa głównego asteroid okrążająca Słońce w ciągu 3,86 lat w średniej odległości 2,46 j.a. Odkryta 26 lutego 1998 roku.